# Hickory Flat
Hickory Flat és una població dels Estats Units a l'estat de Mississipi. Segons el cens del 2000 tenia 565 habitants.

## Demografia
Segons el cens del 2000, Hickory Flat tenia 565 habitants, 221 habitatges, i 161 famílies. La densitat de població era de 237,1 habitants per km².
Dels 221 habitatges en un 37,6% hi vivien nens de menys de 18 anys, en un 54,8% hi vivien parelles casades, en un 13,6% dones solteres, i en un 27,1% no eren unitats familiars. En el 25,3% dels habitatges hi vivien persones soles el 13,6% de les quals corresponia a persones de 65 anys o més que vivien soles. El nombre mitjà de persones vivint en cada habitatge era de 2,56 i el nombre mitjà de persones que vivien en cada família era de 3,06.
Per edats la població es repartia de la següent manera: un 29,2% tenia menys de 18 anys, un 12,4% entre 18 i 24, un 27,1% entre 25 i 44, un 17,7% de 45 a 60 i un 13,6% 65 anys o més.
L'edat mediana era de 31 anys. Per cada 100 dones de 18 o més anys hi havia 76,2 homes.
La renda mediana per habitatge era de 24.141 $ i la renda mediana per família de 30.385 $. Els homes tenien una renda mediana de 27.321 $ mentre que les dones 18.438 $. La renda per capita de la població era de 12.392 $. Entorn del 18,4% de les famílies i el 17,4% de la població estaven per davall del llindar de pobresa.

## Poblacions més properes
El següent diagrama mostra les poblacions més properes.